# Schloss Hintenfeld

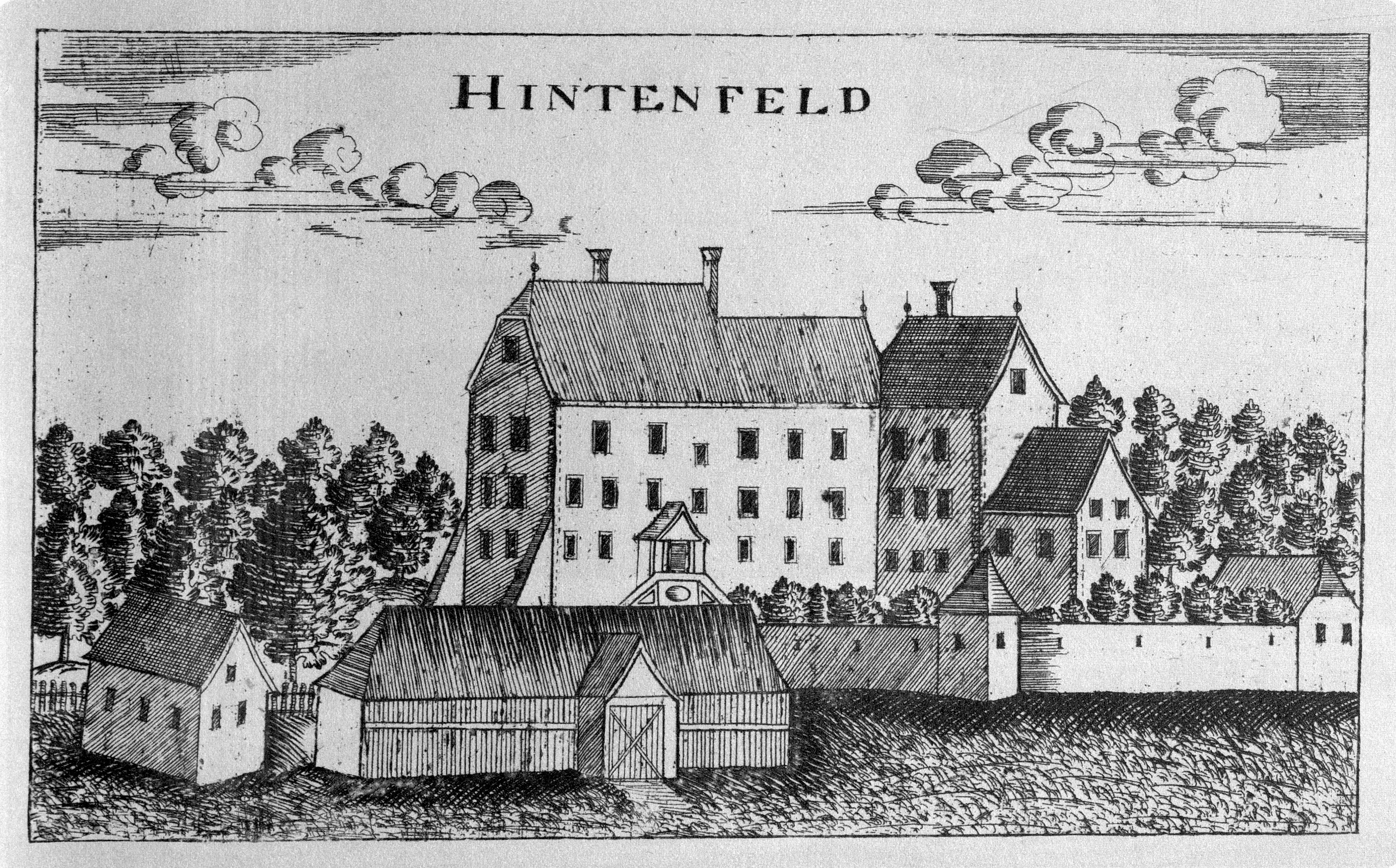
Schloss Hintenfeld in der Topographia Ducatus Stiria von Vischer

Das Schloss Hintenfeld war ein Grazer Schloss, das nördlich der Pfarrkirche von St. Peter stand. Vom Bauwerk sind nur mehr ein paar Mauerreste erhalten und es wurden beim Abbau von Lehm am ehemaligen Standort mehrere Kellergewölbe gefunden. Die Geschichte des Schlosses ging mindestens bis auf das 14. Jahrhundert zurück. Es wurde in der Mitte des 18. Jahrhunderts wegen Baufälligkeit abgetragen.

## Standort
Das Schloss Hintenfeld stand nördlich der Pfarrkirche von St. Peter, am südwestlichen Rand des neuzeitlichen Eustacchioparks, im Bereich des Prof.-Franz-Spath-Rings und des Breitenwegs. 

## Beschreibung
Im Jahr 1640 umfasste das Gut neben dem Schloss auch einen Meierhof, eine Schmiede, mehrere Ställe sowie einen Brunnen.

## Geschichte
Das Schloss war vermutlich ursprünglich im Besitz der Familie der Herren von Graz, von denen es an die mit diesen verwandten Ehrenfelser ging. Im 14. Jahrhundert war das Schloss Hintenfeld von den Ehrenfelsern an die Kapfensteiner verliehen. Von den Ehrenfelsern ging es später an die Kraiger von Kraigk und wurde in den Jahren 1575 und 1635 als deren Lehen bezeichnet. Die Kraiger verliehen das Gut an die mit den Kapfensteinern verwandten Weissenecker und später an die Lengheimer. Bis 1585 war das Schloss im Besitz der Lengheimer. Nach dem Aussterben der Kraiger zu Anfang des 17. Jahrhunderts ging das Lehensrecht am Schloss und Gut in den Besitz der Landesfürsten über.
Aufgrund von angehäuften Schulden ließ Siegmund Friedrich Freiherr von Gleispach verschiedene Lengheimsche Güter verpfänden, darunter auch das Schloss Hintenfeld. David von Lengheim nahm das Gut um 1683 in Pacht. Ihm gelang es, es bis zu seinem Tod im Jahre 1640 aus der Pfandschaft auszulösen. Im selben Jahr wurde der Wert des Gutes auf 2850 Gulden geschätzt. David von Lengheim wurde durchs seine Witwe Regina beerbt, welche das Schloss jedoch 1643 wegen hoher Schulden an Johann Jakob Lew verkaufte. Lew folgte 1647 Martin Lichtenheimb im Besitz nach. Franziska Queriga von Paar stellte, weil ihr die Landesfürsten Geld schuldeten, Ansprüche auf das Gut, welche jedoch zurückgewiesen wurden. Der Kaiser verlieh 1652 das Schloss an Maximilian Polykarp von Lichtenheim. Im Jahre 1675 verkauften Lichtenheims Erben das Gut an Georg Adam Graf Lengheim. Es blieb bis zu seiner Abtragung in der Mitte des 18. Jahrhunderts im Besitz der Familie Lengheim.